# Kościół symultaniczny

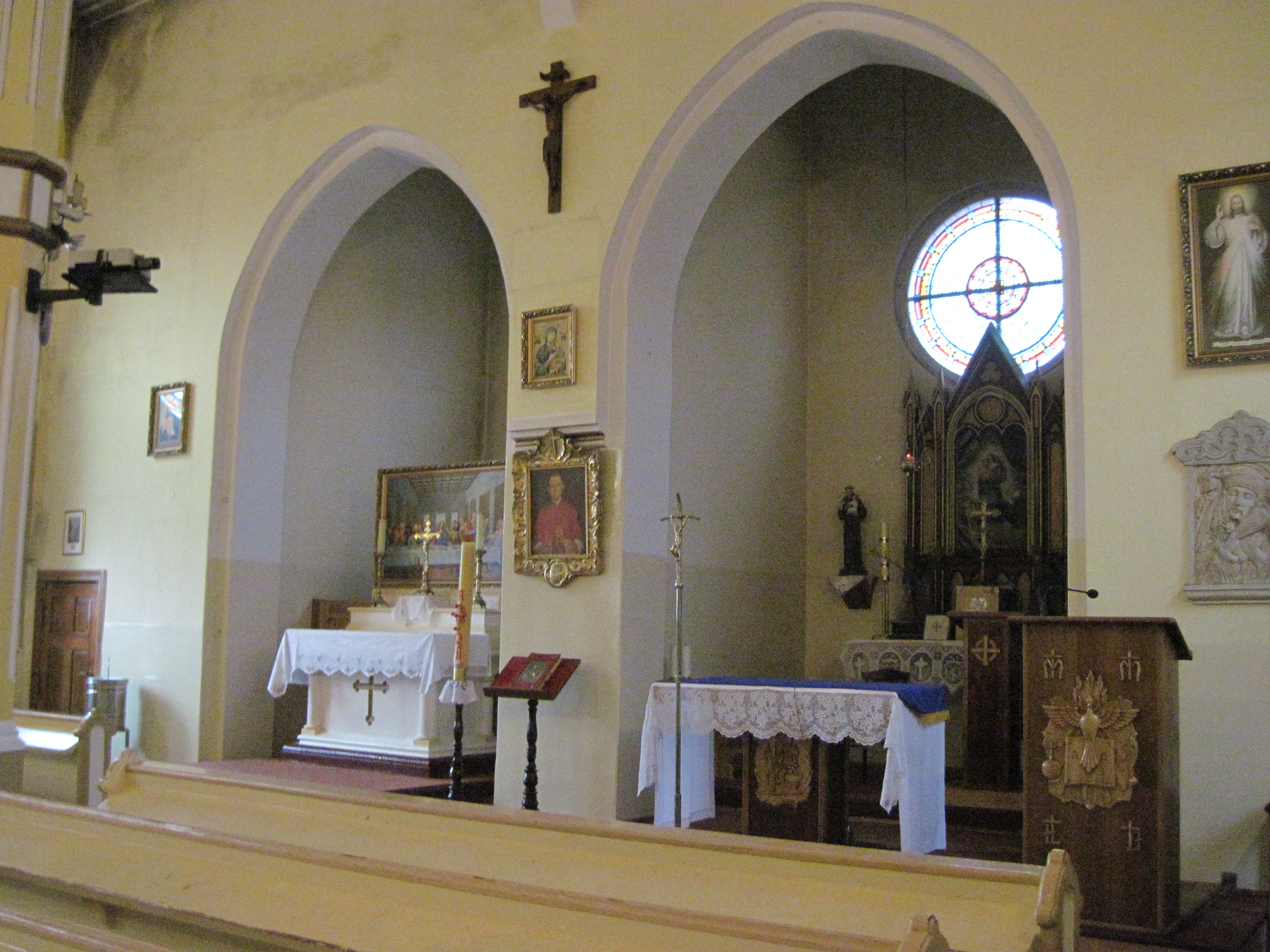
Dwa prezbiteria w kościele bł. Michała Kozala w Gnieźnie, po lewej luterańskie, po prawej katolickie

Kościół symultaniczny, simultaneum (łac. simultaneum – miejsce służby Bożej dwóch wyznań) – kościół użytkowany wspólnie przez dwa lub więcej różne wyznania chrześcijańskie. 

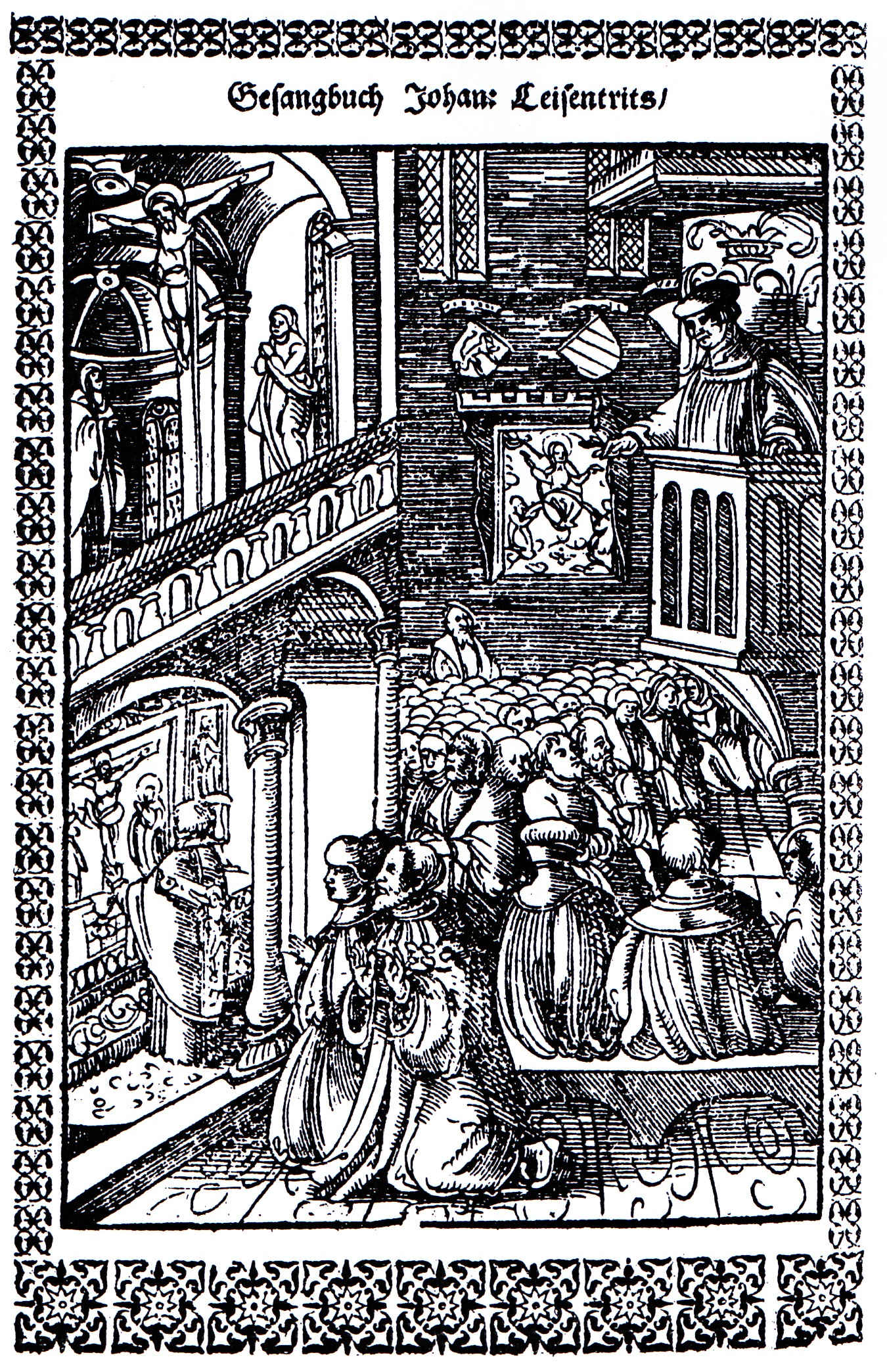
Katedra św. Piotra w Budziszynie na ilustracji z 1567: po lewej stronie msza katolicka, po prawej luterańskie kazanie

Wiele kościołów symultanicznych znajduje się w Niemczech; najstarszym i największym z nich jest katedra św. Piotra w Budziszynie. Takie kościoły istnieją także we francuskiej Alzacji. Znanymi kościołami symultanicznymi są niektóre bazyliki Ziemi Świętej. W Polsce przykładem kościoła symultanicznego jest kościół bł. Michała Kozala w Gnieźnie.